# Dolichopeza kanagaraji
Dolichopeza kanagaraji är en tvåvingeart som beskrevs av Alexander 1952. Dolichopeza kanagaraji ingår i släktet Dolichopeza och familjen storharkrankar. Inga underarter finns listade i Catalogue of Life.